# (19942) 1981 EV24
A (19942) 1981 EV24 a Naprendszer kisbolygóövében található aszteroida. Schelte J. Bus fedezte fel 1981. március 2-án.